# Estação Cruz Vermelha
A Estação Cruz Vermelha é uma estação de metrô do Rio de Janeiro, proposta no traçado original, mas nunca efetivada. Faria parte da linha 2 do metrô e ficaria sob a Praça da Cruz Vermelha, região central do Rio de Janeiro. A estação chegou a ter suas obras iniciadas em 9 de junho de 1988, segundo noticiado pelo jornal O Globo, no entanto a construção da estação foi suspensa meses depois.